# Licinia Eudossia
Licinia Eudossia (in latino Licinia Eudoxia; Costantinopoli, 422 – Costantinopoli, 493 circa) è stata augusta dell'Impero romano d'Occidente, figlia dell'imperatore d'Oriente Teodosio II e moglie dell'imperatore d'Occidente Valentiniano III. Fu lei a chiamare a Roma il re dei Vandali Genserico, causandone così il saccheggio del 455.

## Biografia
Unica figlia dell'imperatore d'Oriente Teodosio II e di Elia Eudocia, sposò l'imperatore d'Occidente Valentiniano III a Costantinopoli, il 29 ottobre 437 per rafforzare il legame tra le due parti dell'impero. Il 6 agosto 439 fu insignita del titolo di augusta, e nello stesso anno, o in quello immediatamente successivo, diede alla luce, a Ravenna, la prima figlia Eudocia. Ebbe poi anche una seconda figlia, Placidia, due o tre anni dopo.

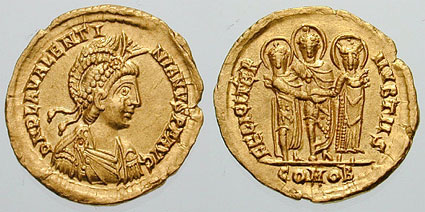
Solido coniato a Tessalonica, per la celebrazione del matrimonio di Licinia Eudossia con Valentiniano III

Dopo l'assassinio a Roma di Valentiniano III, il 16 marzo 455, scelse come proprio candidato al trono Maggioriano, un generale cui Valentiniano aveva pensato di dare in moglie Eudocia cinque anni prima, ma alla fine venne scelto Petronio Massimo. Massimo, probabile istigatore dell'assassinio di Valentiniano, era stato proclamato imperatore dal Senato senza essere riconosciuto dall'imperatore d'Oriente Marciano e aveva necessità di consacrare il proprio potere, così costrinse una riluttante Eudossia a sposarlo, mentre Eudocia venne promessa in sposa al figlio del nuovo imperatore, Palladio. Dopo ciò chiese probabilmente aiuto al re dei Vandali, Genserico, al cui figlio Unerico era stata precedentemente promessa Eudocia, che a sua volta si mosse contro Roma: Petronio Massimo venne linciato durante il tentativo di fuggire dalla città e Roma fu saccheggiata per quindici giorni.
Licinia Eudossia e le sue figlie, Eudocia e Placidia, vennero condotte a Cartagine da Genserico, dove più tardi Eudocia sposò Unerico come era stato inizialmente previsto. 
Solo nel 462 poté far ritorno a Costantinopoli, dove la seconda figlia Placidia sposò Anicio Olibrio, per breve tempo imperatore d'Occidente nel 472. Licinia Eudossia rimase alla corte di Costantinopoli, dove morì intorno al 493.

## Interessi religiosi
Eudossia costruì diversi edifici religiosi, sia a Roma che a Costantinopoli. Nel 442 ricevette in dono dalla madre le catene che, secondo il patriarca di Gerusalemme Giovenale, sarebbero state utilizzate per incarcerare san Pietro; Eudossia fondò allora a Roma la basilica di San Pietro in Vincoli per contenere questa reliquia assieme alle catene che, secondo la tradizione, erano state utilizzate nel carcere mamertino per imprigionare lo stesso santo. A Costantinopoli edificò (anni 440/inizi degli anni 450) la chiesa di Santa Eufemia, abbellita dalla figlia Placidia e in seguito restaurata dalla nipote Anicia Giuliana.
Fu in buoni rapporti con Daniele lo Stilita, che ne aveva previsto la liberazione dalla prigionia in Africa, tanto da offrirgli un alloggio una volta tornata a Costantinopoli, ma lui rifiutò.

## Albero genealogico
|                                   |   |                  | Genitori |  |  | Nonni |  |  | Bisnonni   |  |  | Trisnonni       |  |
|                                   |   |                  |          |  |  |       |  |  | Teodosio I |  |  | Flavio Teodosio |  |
|                                   |   |                  |          |  |  |       |  |  | Teodosio I |  |  | Flavio Teodosio |  |
|                                   |   | Flavia Termanzia |          |  |  |       |  |  | Teodosio I |  |  |                 |  |
| Arcadio                           |   |                  |          |  |  |       |  |  | Teodosio I |  |  |                 |  |
|                                   |   | Elia Flaccilla   | …        |  |  |       |  |  |            |  |  |                 |  |
|                                   |   | Elia Flaccilla   | …        |  |  |       |  |  |            |  |  |                 |  |
|                                   |   | Elia Flaccilla   | …        |  |  |       |  |  |            |  |  |                 |  |
| Teodosio II, imperatore d'Oriente |   | Elia Flaccilla   |          |  |  |       |  |  |            |  |  |                 |  |
|                                   |   | Bautone          | …        |  |  |       |  |  |            |  |  |                 |  |
|                                   |   | Bautone          | …        |  |  |       |  |  |            |  |  |                 |  |
|                                   |   | Bautone          | …        |  |  |       |  |  |            |  |  |                 |  |
| Elia Eudossia                     |   | Bautone          |          |  |  |       |  |  |            |  |  |                 |  |
|                                   |   | …                | …        |  |  |       |  |  |            |  |  |                 |  |
|                                   |   | …                | …        |  |  |       |  |  |            |  |  |                 |  |
|                                   |   | …                | …        |  |  |       |  |  |            |  |  |                 |  |
| Licinia Eudocia                   |   | …                |          |  |  |       |  |  |            |  |  |                 |  |
|                                   | … | …                |          |  |  |       |  |  |            |  |  |                 |  |
|                                   | … | …                |          |  |  |       |  |  |            |  |  |                 |  |
|                                   | … | …                |          |  |  |       |  |  |            |  |  |                 |  |
| Leonzio                           | … |                  |          |  |  |       |  |  |            |  |  |                 |  |
|                                   |   | …                | …        |  |  |       |  |  |            |  |  |                 |  |
|                                   |   | …                | …        |  |  |       |  |  |            |  |  |                 |  |
|                                   |   | …                | …        |  |  |       |  |  |            |  |  |                 |  |
| Elia Eudocia                      |   | …                |          |  |  |       |  |  |            |  |  |                 |  |
|                                   |   | …                | …        |  |  |       |  |  |            |  |  |                 |  |
|                                   |   | …                | …        |  |  |       |  |  |            |  |  |                 |  |
|                                   |   | …                | …        |  |  |       |  |  |            |  |  |                 |  |
| …                                 |   | …                |          |  |  |       |  |  |            |  |  |                 |  |
|                                   |   | …                | …        |  |  |       |  |  |            |  |  |                 |  |
|                                   |   | …                | …        |  |  |       |  |  |            |  |  |                 |  |
|                                   |   | …                | …        |  |  |       |  |  |            |  |  |                 |  |
|                                   |   | …                |          |  |  |       |  |  |            |  |  |                 |  |